# Bart van der Leck

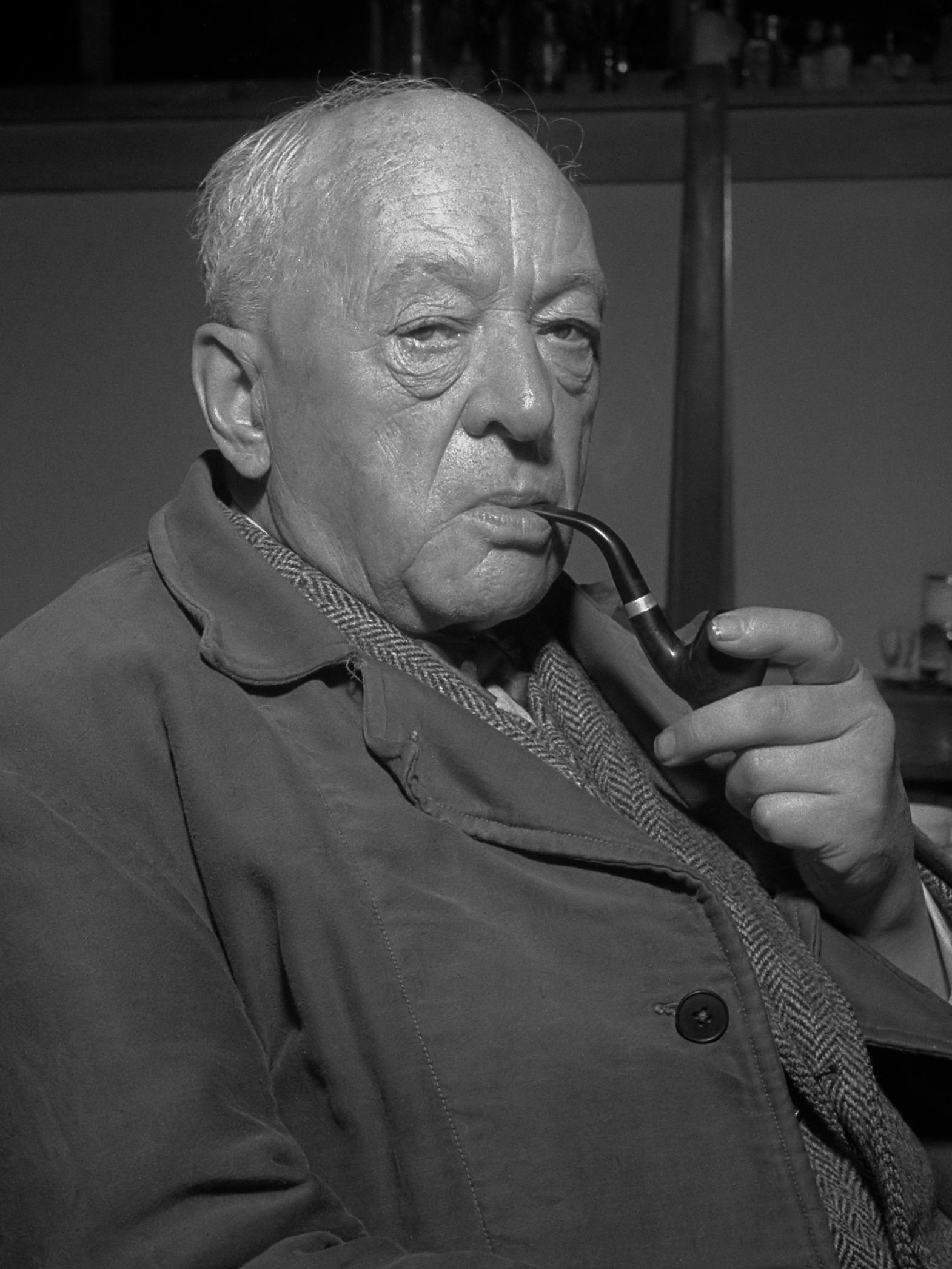
Bart van der Leck (1956)

Bart Anthony van der Leck (* 26. November 1876 in Utrecht; † 14. November 1958 in Blaricum) war ein niederländischer Maler der Moderne.

## Leben

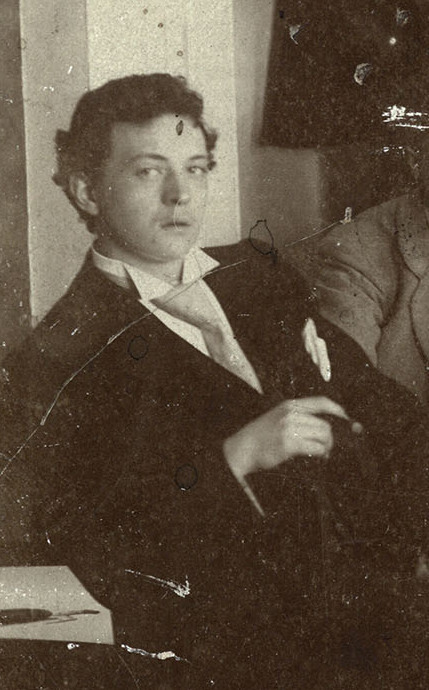
Bart van der Leck (1897)

Nach einer Ausbildung zum Glasmaler studierte er an der Rijksschool voor Kunstnijverheid (Reichsschule für angewandte Kunst) und von 1900 bis 1904 an der Rijksakademie van beeldende kunsten (Reichsakademie der Bildenden Künste) in Amsterdam. Seine frühen Zeichnungen sind impressionistisch beeinflusst, v. a. von George Hendrik Breitner und Isaac Israëls. 1917 gründete er zusammen mit Piet Mondrian, Theo van Doesburg u. a. die Bewegung De Stijl und entwickelte in diesem Umfeld im Zusammenspiel mit den anderen Künstlern immer abstraktere Formen. Ein drastischer Schritt war die Reduktion auf die Primärfarben ab 1916. Im Gegensatz zu Mondrian löste sich van der Leck aber nie ganz vom Realismus. Van der Leck übte entscheidenden Einfluss auf die Ausbildung der charakteristische Ästhetik von De Stijl aus, löste sich aber bald von der Gruppe um eigene Wege zu verfolgen. Außerhalb der Niederlande war er bis in die 1990er-Jahre kaum bekannt, stand stets im Schatten Mondrians. Seine wichtigste Sammlerin war (von 1916 bis 1918) Helene Kröller-Müller.